# Теано
Теано (грч. Θεανώ) је у грчкој митологији било име више личности.

## Митологија
- Била је супруга краља Метапонта, која је страховала да ће је муж напустити због неплодности. Зато је радо прихватила близанце Еола и Беота, које су јој донели пастири, а које је њихов деда, Еол оставио у шуми, јер их је његова кћерка Меланипа добила ванбрачно. Теано их је свом супругу приказала као његове синове. Међутим, касније је и сама родила близанце, али их је краљ мање волео од старије „браће“. У жељи да се реши туђе деце, својим синовима, када су стасали, открила је тајну и наложила им да Еола и Беота убију у лову. Посејдон, отац Еола и Беота је помогао својим синовима и они су победили Теанину децу. Када је сазнала шта се десило, Теано се убила. Њен супруг се касније оженио Меланипом.[1]
- Свештеница богиње Атене у Троји, кћерка трачког краља Кисеја, Антенорова супруга, са којим је имала једанаест синова. У најкритичнијем периоду рата молила се својој богињи за спас свог народа. Пошто је још пре почетка рата, заједно са својим мужем погостила Менелаја и Одисеја у свом дому, цела њена породица је приликом разарања Троје била поштеђена.[1] Према Паусанији, њу је приказао Полигнот на лесхи на Делфима.[2] Антенорови и највероватније њени синови су били: Архелох, Акамант, Глаук, Хеликаон, Лаодок, Полиб, Агенор, Ифидамант, Конт, Лаодамант, Демолеон, Еуримах и Крино.[3]
- Тројанка, која се породила исте ноћи када и краљица Хекаба. Родила је сина Миманта са Амиком.[3]
- Једна од Данаида, чија је мајка била Поликсо, а супруг Фант.[4]